# Сборная Австрии по бейсболу
Сборная Австрии по бейсболу — сборная, представляющая Австрию на международных соревнованиях по бейсболу. Основана в 1983 году. Одновременно с Мальтой. Австрия занимает 14 место в Европейском и 43 место в Мировом рейтингах. В тренерский штаб входят генеральный менеджер Роберт Бучелт (Австрия), главный тренер Хиро Саканаши (Япония), тренер по питчингу Адам Кунц (США) и помощник тренера Оуэн Рид (США).

## Результаты
Чемпионат Европы по бейсболу
| - 2007 : 11-е - 2019 : 10-е Чемпионат Европы (до 21) \| - 2006 : 7-е - 2014 : \| |
| - 2006 : 7-е - 2014 :                                                            |